# Zorino
Zorino (en rus: Зорино) és un poble de l'óblast de Kursk, a Rússia, que en el cens del 2010 tenia 1.222 habitants. Pertany al districte rural d'Oboian.